# Bernardo de Passos
Bernardo de Passos (São Brás de Alportel, 29 de Outubro de 1876 — Faro, 2 de Junho de 1930) foi um poeta português, de forte pendor lírico.
Pessoa de temperamento discreto e modesto, acabou por exercer, após a Implantação da República, os cargos de Administrador do Concelho de Faro e, até ao seu falecimento, Secretário da Câmara Municipal. Colaborou em várias publicações periódicas, de que é exemplo a II série da revista algarvia Alma nova  (1915-1918).

## Biografia
Nasceu na vila de São Brás de Alportel, em 29 de Outubro de 1876. Pertenceu a uma família de artistas, tendo o seu pai, Bernardo Rodrigo dos Passos, sido igualmente poeta. A sua mãe foi Maria Joaquina Dias de Passos, e era irmão de Boaventura Passos, Maria Joaquina Dias Passos de Carvalho, Rosalina Dias Passos e Virgínia Dias Passos Chaves.
Ainda muito novo começou a publicar textos em jornais, principalmente sob os pseudónimos de Braz Brasil ou Passos Júnior. Destacou-se como um poeta lírico romântico, tendo publicado os seus poemas tanto em livros como em diversos jornais e revistas de todo o país.
Foi um fervoroso republicano, tendo sido o primeiro administrador do concelho de Faro após a Implantação da República Portuguesa, em 1910, e Comissário da Polícia do Algarve. Posteriormente também foi Chefe da Secretaria da Câmara de Faro, posição que assumiu quase até à sua morte. Fundou o jornal Correio do Sul do qual foi director nos primeiros anos, em conjunto com António dos Santos.
Faleceu em 2 de Junho de 1930, aos 53 anos de idade, devido a uma uremia, doença da qual padecia há algum tempo. Morreu  na sua residência, no primeiro andar do número 26 da Praça Alexandre Herculano, na cidade de Faro, . Aquando da sua morte, a sua família construiu um jazigo-monumento em São Brás de Alportel, tendo o principal impulsionador sido a sua irmã Virgínia Passos, e o arquitecto foi o seu sobrinho Vergílio Artur de Passos.

## Obras
Entre os seus livros encontram-se: 
- Adeus (1902)
- Grão de Trigo (1907)
- Portugal na Cruz (1909)
- Bandeira da República (1913)
- A Árvore e o Ninho (1930, póstuma)
- Refúgio (1936, póstuma)
- Ecos da Serra (?)